# Fuencaliente, Ciudad Real
Fuencaliente là một đô thị thuộc Ciudad Real, Castile-La Mancha, Tây Ban Nha. Dân ôố 1.175 người (2007), mật đọ 269,85 km².